# 康威準則
康威準則是英國數學家約翰·何頓·康威提出的密鋪數學理論，描述多邊形可用來做平面镶嵌的條件，包括以下幾點。多邊形需要是閉合多邊形，在邊界上有六個點A, B, C, D, E及F，且滿足以下條件：
- 邊界AB的和邊界ED全等。
- 邊界BC, CD, EF及FA都是中心对称图形，若對其中心點旋轉180度，和原來圖形重合。
- 六個點中至少要有三個點是相異的，另外三點可以共點[2]。

任何滿足康威準則的多邊形，都可以只用此多邊形規律密鋪（periodic tiling），多邊形只需平移以及做180度的旋轉。康威準則是多邊形可用來做平面镶嵌的充份條件，但不是必要條件，存在一些多邊形可以做平面镶嵌，但不符合康威準則的情形。

## 範例

這兩種九格骨牌不符合康威準則，但仍可以做平面密鋪

用中心对称六邊形進行的六邊形鑲嵌

另一種六邊形鑲嵌，此處的六邊形不是中心对称六邊形

以康威準則來看，最直覺的符合康威準則的是有一對全等平行對邊的六邊形，稱為六邊形鑲嵌。不過若有些點重合，這個準則也可以用在其他的多邊形（如三角形、四邊形），甚至是其外形有曲線的形狀。
康威準則可以找出多種可做多邊形規律密鋪的多邊形，甚至包括非凸多邊形。但右邊的二種九格骨牌不符合康威準則，仍可以進行規律密鋪。因此康威準則只是多邊形規律密鋪的充份條件，但不是必要條件。
多格骨牌中，二格骨牌到九格骨牌中都至少有一個符合康威準則，可以規律密鋪的骨牌。

## 外部連結
- History and introduction to polygon models, polyominoes and polyhedra, by Anthony J Guttmann （页面存档备份，存于）
- G C Rhoads (2005) Planar tilings by polyominoes, polyhexes, and polyiamonds, Journal of Computational and Applied Mathematics, V 174 p 329-353